# Tiếng Thụy Điển Phần Lan

Các phương ngữ tiếng Thụy Điển Phần Lan.

Tiếng Thụy Điển Phần Lan (tiếng Thụy Điển: finlandssvenska, tiếng Phần Lan: suomenruotsi) là một thuật ngữ chung gọi tiếng Thụy Điển chuẩn và nhóm phương ngữ Thụy Điển có mối quan hệ chặt chẽ được nói ở Phần Lan bởi gần 300.000 người nói tiếng Thụy Điển ở Phần Lan sống tại miền Tây và Nam Phần Lan như ngôn ngữ đầu tiên. Nói chung, phương ngữ này (ngoài phương ngữ từ vùng Ostrobothnia) dễ thông hiểu đối với người Thụy Điển. Tiếng Thụy Điển chuẩn là chuẩn mực văn học ở Phần Lan. Tiếng Thụy Điển ở cả hai dạng chuẩn và Phần Lan là ngôn ngữ German Bắc, mặc dù cách phát âm khác nhau rất nhiều so với các ngôn ngữ German khác do ảnh hưởng của âm vị học tiếng Phần Lan. Kết quả là, trong khi nó chia sẻ gần như hoàn toàn sự thông hiểu lẫn nhau trong ngôn ngữ viết với tiếng Đan Mạch và tiếng Na Uy, tiếng Thụy Điển Phần Lan khác xa với tiếng Thụỵ Điển ở Scandinavia láng giềng hơn là các phương ngữ được nói ở Thụy Điển.

## Lịch sử
Tiếng Thụy Điển là ngôn ngữ chính thức duy nhất ở Phần Lan từ thế kỷ 16 đến thế kỷ 19. Năm 1863, tiếng Phần Lan có được địa vị bình đẳng và từ thời điểm đó bắt đầu chiếm ưu thế trong cuộc sống công cộng. Người nói tiếng Thụy Điển vẫn chủ yếu sống ở các khu vực ven biển ngoại vi. Do đô thị hóa, một tỷ lệ lớn người Phần Lan nói tiếng Thụy Điển cũng cư trú tại Helsinki và các thành phố lớn khác.

## Phân bố
Tiếng Thụy Điển là ngôn ngữ mẹ đẻ của khoảng 265.000 cư dân Phần Lan, đặc biệt là ở Österbotten (tiếng Phần Lan: Pohjanmaa), Egentliga (tiếng Phần Lan: Varsinais-Suomi) và Nyland (tiếng Phần Lan: Uusimaa) (5,1% dân số, tập trung) sống ở các đô thị ven biển). Do nhập cư từ nông thôn, các thành phố ven biển trở thành chủ yếu người Phần Lan. Trong vùng tự trị hành chính Åland, tiếng Thụy Điển là ngôn ngữ chính thức duy nhất và 94% cư dân nói như ngôn ngữ mẹ đẻ.